# 26733 Нанавізітор
26733 Нанавізітор (26733 Nanavisitor) — астероїд головного поясу, відкритий 22 квітня 2001 року.
Тіссеранів параметр щодо Юпітера — 3,396.